# Zofijówka (Domaszowice)

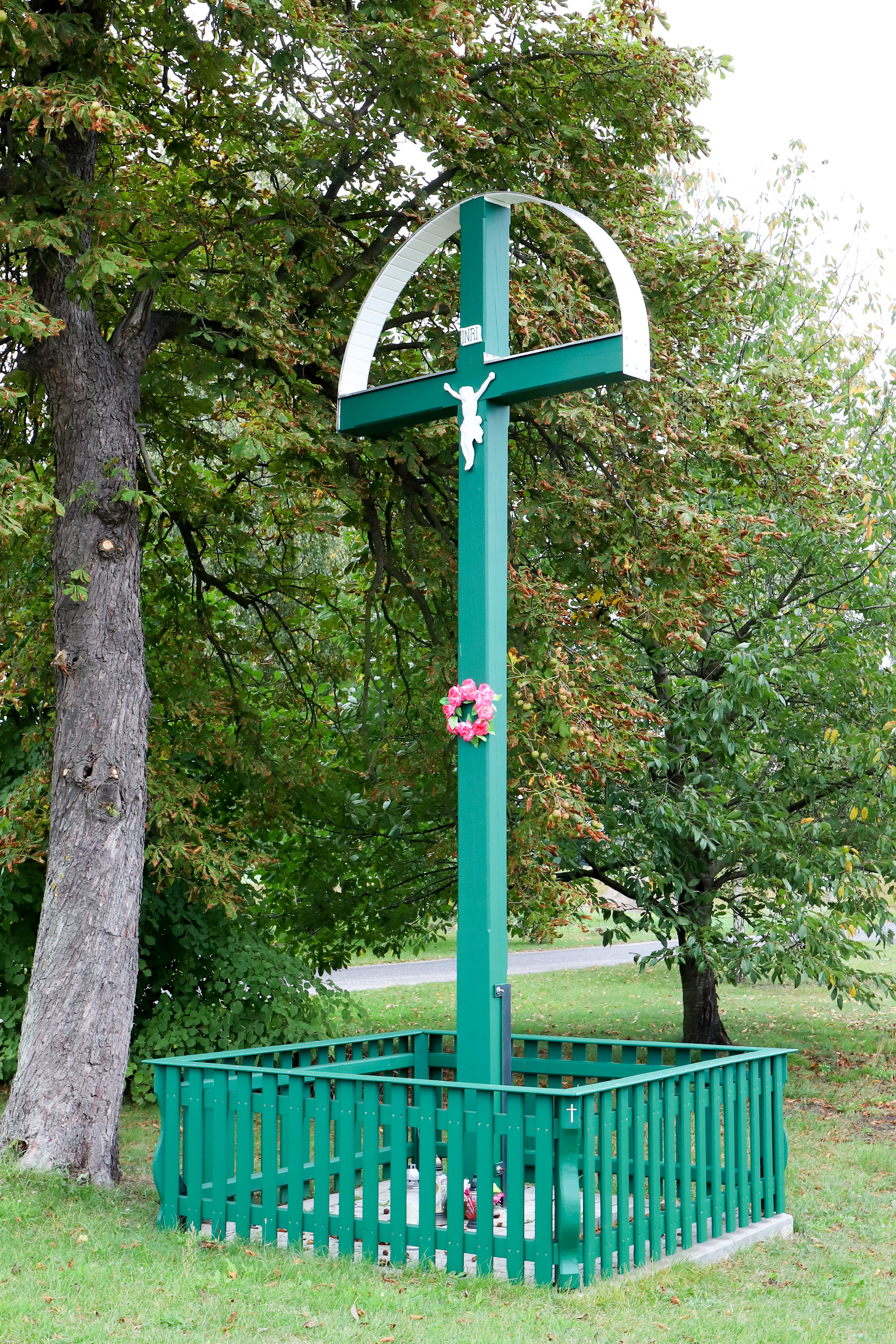
Wegkreuz in Zofijówka

Zofijówka (deutsch: Sophienthal) ist ein Ort in der Landgemeinde Domaszowice im Powiat Namysłowski der Woiwodschaft Opole in Polen.

## Geographie
Das Straßendorf Zofijówka liegt fünf Kilometer südlich von Domaszowice (Noldau), 18 Kilometer südöstlich von Namysłów (Namslau) und 60 Kilometer nördlich von Opole (Oppeln) in der Nizina Śląska (Schlesische Tiefebene) am Bach Czarna Woda. Südlich und westlich erstrecken sich weitläufige Waldgebiete.
Nachbarorte von Zofijówka sind im Nordosten Wielołęka (Bachwitz) und im Osten Nowa Wieś (Erdmannsdorf).

## Geschichte
Sophienthal wurde im Zuge der Friderizianischen Kolonisation Schlesiens 1772 als Kolonie gegründet.
Nach der Neuorganisation der Provinz Schlesien gehörte die Landgemeinde Sophienthal ab 1816 zum Landkreis Namslau, mit dem es bis 1945 verbunden blieb. 1845 bestanden im Dorf eine Handlung und 25 Häuser. Die Einwohnerzahl betrug 179, davon 54 katholisch. 1874 wurde der Amtsbezirk Wallendorf gebildet, dem Landgemeinden Bachwitz, Dziedzitz, Erdmannsdorf, Noldau, Sophienthal und Wallendorf sowie die Gutsbezirke Bachwitz, Noldau, Wallendorf und Wallendorf-Forst umfasste.
Bei der Volksabstimmung in Oberschlesien am 20. März 1921, bei welcher auch ein kleiner Teil Niederschlesiens miteingeschlossen wurde, stimmten in Sophienthal 144 Wahlberechtigte für einen Verbleib bei Deutschland und einer für Polen. Sophienthal verblieb beim Deutschen Reich. 1925 zählte Sophienthal 182 Einwohner. Am 1. April 1937 wurde Sophienthal nach Bachwitz eingemeindet. 1939 wurden 783 Einwohner gezählt.
Als Folge des Zweiten Weltkrieges fiel Sophienthal zusammen mit dem größten Teil Schlesiens 1945 an Polen. Nachfolgend wurde es Zofijówka umbenannt und der Woiwodschaft Schlesien angeschlossen. 1950 wurde es der Woiwodschaft Opole zugeteilt. Seit 1999 gehört es zum Powiat Namysłowski.